# The Collection (álbum de Belinda Carlisle)
The Collection es el tercer álbum de grandes éxitos de la cantante Norteamericana Belinda Carlisle, lanzado en el Reino Unido el 17 de marzo de 2014 por Demon Music Group.

## Cronología
"The Collection" fue lanzado en el Reino Unido después del lanzamiento en Estados Unidos de su álbum de grandes éxitos "Icon" que contó con un nuevo single "Sun" lanzado a principios del año 2013. Para este álbum, también se realizó un nuevo single, llamado "Goodbye Just Go". El álbum también cuenta con un DVD que incluye los videoclips de sus grandes éxitos (menos "Goodbye Just Go", que no cuenta con video promocional).
Para la promoción del álbum, se realizó un anuncio de televisión y Belinda hizo varias apariciones en programas de televisión como BBC Breakfast y The Alan Tirchmarsh Show.

## Lista de canciones
| N.º | Título                       | Escritor(es)                                        | Duración |  |
| 1.  | «(We Want) The Same Thing»   | Nowels, Shipley                                     | 4:19     |  |
| 2.  | «Heaven Is a Place on Earth» | Rick Nowels, Ellen Shipley                          | 3:54     |  |
| 3.  | «Live Your Life Be Free»     | Nowels, Shipley                                     | 4:24     |  |
| 4.  | «Leave a Light On»           | Nowels, Shipley                                     | 4:16     |  |
| 5.  | «I Get Weak»                 | Diane Warren                                        | 4:17     |  |
| 6.  | «Big Scary Animal»           | Charlotte Caffey, Carlisle, Ralph Schuckett         | 4:17     |  |
| 7.  | «Runaway Horses»             | Nowels, Shipley                                     | 4:13     |  |
| 8.  | «Mad About You»              | Paula Jean Brown, James Whelan, Mitchel Young Evans | 3:35     |  |
| 9.  | «Half the World»             | Richard Feldman, Eric Pressley, Shipley             | 4:23     |  |
| 10. | «Sun»                        | Gabe Lopez, Baelinda Carlisle, Jane Whelan          | 3:59     |  |
| 11. | «Little Black Book»          | Richard Feldman, Marcy Detroit, Belinda Carlisle    | 4:14     |  |
| 12. | «Circle in the Sand»         | Nowels, Shipley                                     | 3:42     |  |
| 13. | «In Too Deep»                | Nowels                                              | 3:59     |  |
| 14. | «Summer Rain»                | Robbie Seidman, Maria Vidal                         | 4:12     |  |
| 15. | «Do You Feel Like I Feel?»   | Nowels, Shipley                                     | 4:15     |  |
| 16. | «World Without You»          | Warren                                              | 4:00     |  |
| 17. | «La Luna»                    | Nowels, Shipley                                     | 4:13     |  |
| 18. | «Vision of You (91 Remix)»   | Nowels, Shipley                                     | 4:08     |  |
| 19. | «Goodbye Just Go»            | Shipley, Nicky Holland                              | 3:38     |  |

### Lista de Videoclips
| N.º | Título                       | Escritor(es)                                        | Duración |  |
| 1.  | «(We Want) The Same Thing»   | Nowels, Shipley                                     | 4:19     |  |
| 2.  | «Heaven Is a Place on Earth» | Rick Nowels, Ellen Shipley                          | 3:54     |  |
| 3.  | «Live Your Life Be Free»     | Nowels, Shipley                                     | 4:24     |  |
| 4.  | «Leave a Light On»           | Nowels, Shipley                                     | 4:16     |  |
| 5.  | «I Get Weak»                 | Diane Warren                                        | 4:17     |  |
| 6.  | «Big Scary Animal»           | Charlotte Caffey, Carlisle, Ralph Schuckett         | 4:17     |  |
| 7.  | «Runaway Horses»             | Nowels, Shipley                                     | 4:13     |  |
| 8.  | «Mad About You»              | Paula Jean Brown, James Whelan, Mitchel Young Evans | 3:35     |  |
| 9.  | «Half the World»             | Richard Feldman, Eric Pressley, Shipley             | 4:23     |  |
| 10. | «Sun»                        | Gabe Lopez, Baelinda Carlisle, Jane Whelan          | 3:59     |  |
| 11. | «Little Black Book»          | Richard Feldman, Marcy Detroit, Belinda Carlisle    | 4:14     |  |
| 12. | «Circle in the Sand»         | Nowels, Shipley                                     | 3:42     |  |
| 13. | «In Too Deep»                | Nowels                                              | 3:59     |  |
| 14. | «Summer Rain»                | Robbie Seidman, Maria Vidal                         | 4:12     |  |
| 15. | «Do You Feel Like I Feel?»   | Nowels, Shipley                                     | 4:15     |  |
| 16. | «World Without You»          | Warren                                              | 4:00     |  |
| 17. | «La Luna»                    | Nowels, Shipley                                     | 4:13     |  |
| 18. | «Vision of You»              | Nowels, Shipley                                     | 4:08     |  |

## Listas y certificaciones

### Posiciones en las listas
| Lista (2014)    | Posición |
| --------------- | -------- |
| UK Albums Chart | 24       |